# Palazzo Petrucci (Neapel)

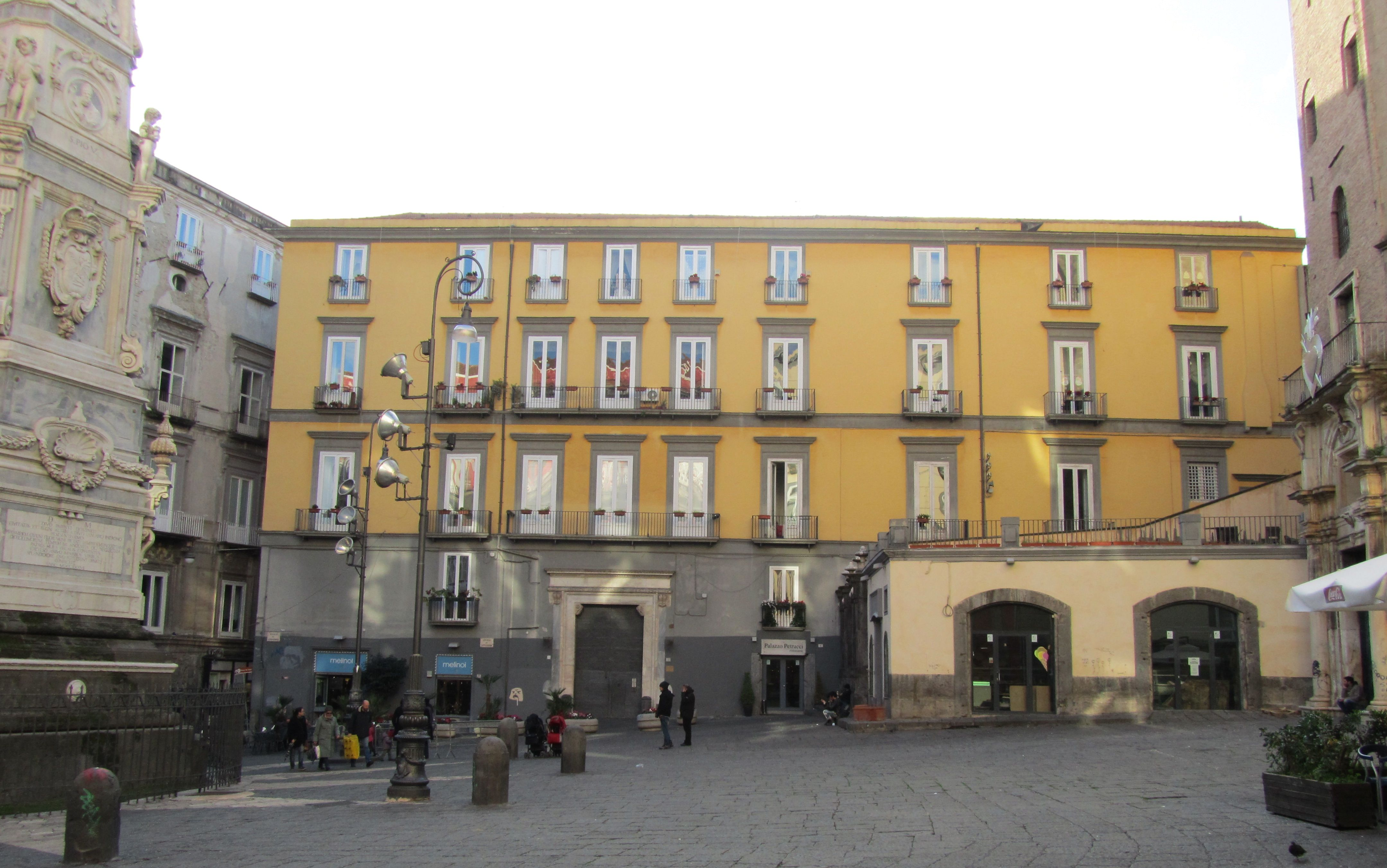
Palazzo Petrucci in Neapel

Der Palazzo Petrucci ist ein Palast aus dem 15. Jahrhundert im Viertel San Giuseppe in Neapel in der italienischen Region Kampanien. Er liegt an der San Domenico Maggiore, 33, neben dem Eingang zur Basilika San Domenico Maggiore.

## Geschichte und Beschreibung
Der Palast wurde in den ersten Jahren des 15. Jahrhunderts im Auftrag der Familie Del Balzo errichtet und fiel erst Mitte dieses Jahrhunderts an Antonello Petrucci.
In den folgenden Jahren wurde er grundlegend umgebaut, nachdem ihn die Familie D’Aquino erworben hatte; diese Familie behielt den Palast bis 1688; in diesem Jahr wurde er durch ein Erdbeben stark beschädigt und die D’Aquinos verkauften ihn daher an die Gouverneure der Banco del Santissimo Salvatore. Gerade im Laufe des 17. Jahrhunderts wurden die drastischsten Modernisierungseingriffe an dem Komplex vorgenommen, um die Räumlichkeiten an ihren neuen Verwendungszweck und an den Barockstil anzupassen, der bis ins 19. Jahrhundert zu sehen war, als der Architekt Califano den letzten Umbau im klassizistischen Stil durchführte, den man heute noch an der Hauptfassade sehen kann.
Aus dieser Zeit stammen viele dekorative Ansichten aus dem Inneren des Palastes, ohne dass man die Außenfassade radikal verändert hätte; tatsächlich wurden in diesen Jahren viele der Fresken im ersten und zweiten Obergeschoss geschaffen.

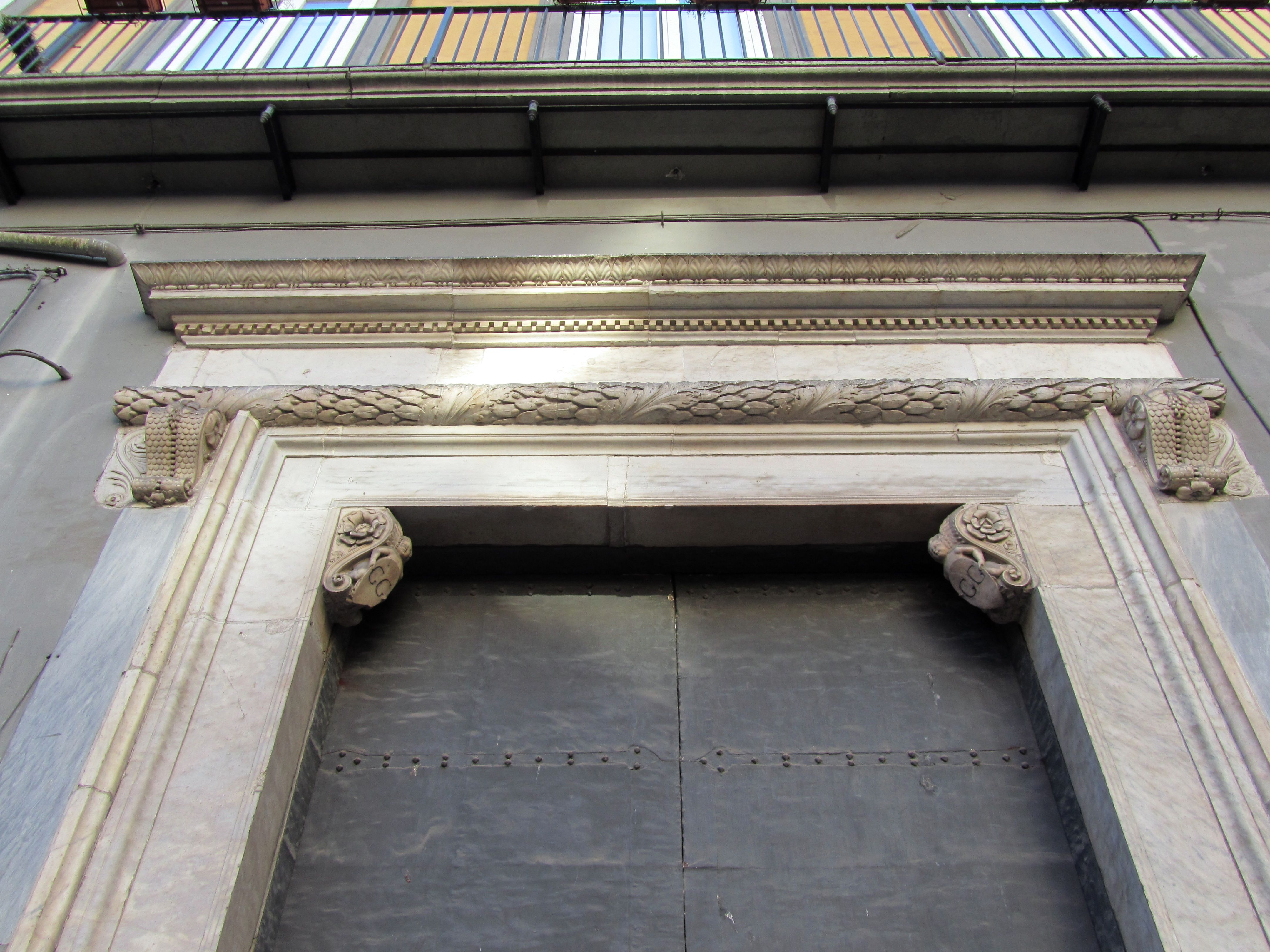
Detail des Portals aus dem 15. Jahrhundert

Nach der Aufgabe der Bank Anfang des 19. Jahrhunderts fiel der Palast zunächst an den Staat und wurde dann erneut als private Residenz genutzt. So wurden daran letzte Arbeiten durchgeführt, diesmal innen wie außen, ebenso wie der Aufbau eines dritten Obergeschosses.
Die wertvollen, mittelalterlichen Zeugnisse gingen mit dem Umbauten im Barockstil und im klassizistischen Stil im Laufe der Jahrhunderte verloren, aber das Marmorportal, das heute noch erhalten ist, ist auf das 15. Jahrhundert zu datieren. Die Arbeiten dazu wurden von Angelo Aniello Fiore ausgeführt, der Ornamente in Form von Eichen- und Akanthusblättern zum Vorbild nahm; die Loggien und der Korbbogen im Atrium sind reiner katalanischer Stil.

## Die Familie Petrucci
Antonello Petrucci, nahm innerhalb der Dynastie des Hauses Aragón eine besonders wichtige Rolle ein: Nachdem er viele hohe Ämter bekleidet hatte, wurde er Sekretär des Königs Ferdinand I., der ihm den Baronstitel verlieh und andere feudale Privilegien gewährte.
Dennoch war Petrucci später, im Jahre 1487, in die sogenannten Verschwörung der Barone verwickelt, die ihr Vorspiel in Neapel im Saal der Barone des Castel Nuovo hatte. Entdeckt und gefangen genommen wurde Antonello Petrucci einige Jahre später verurteilt.
Im Wappenbuch ist der Name „Petrucci“ für Adelsfamilien bezeugt, die in Neapel, Terni, Rom, Viterbo, Cesena, Florenz, in der Toskana und in Pontremoli lebten.